# Gantofta (stacja kolejowa)
Gantofta (szwedzki: Gantofta station) – stacja kolejowa w Gantofta, na południe od Helsingborgu, w regionie Skania, w Szwecji. Znajduje się na Rååbanan i jest obsługiwana przez pociągi Pågatågen linii 3.

## Linie kolejowe
- Rååbanan